# Stadsarchief Rotterdam

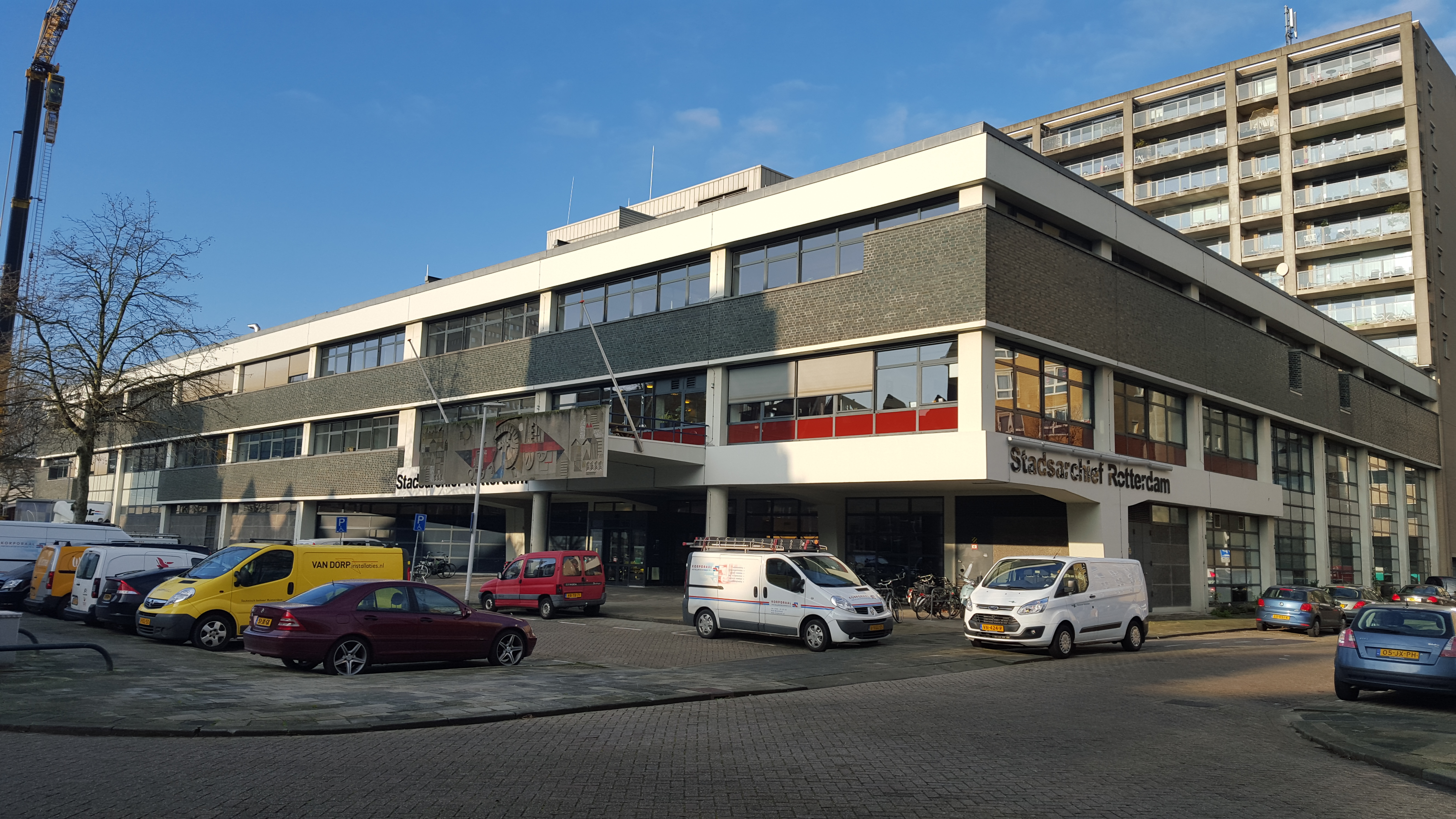
Exterieur van het Stadsarchief Rotterdam

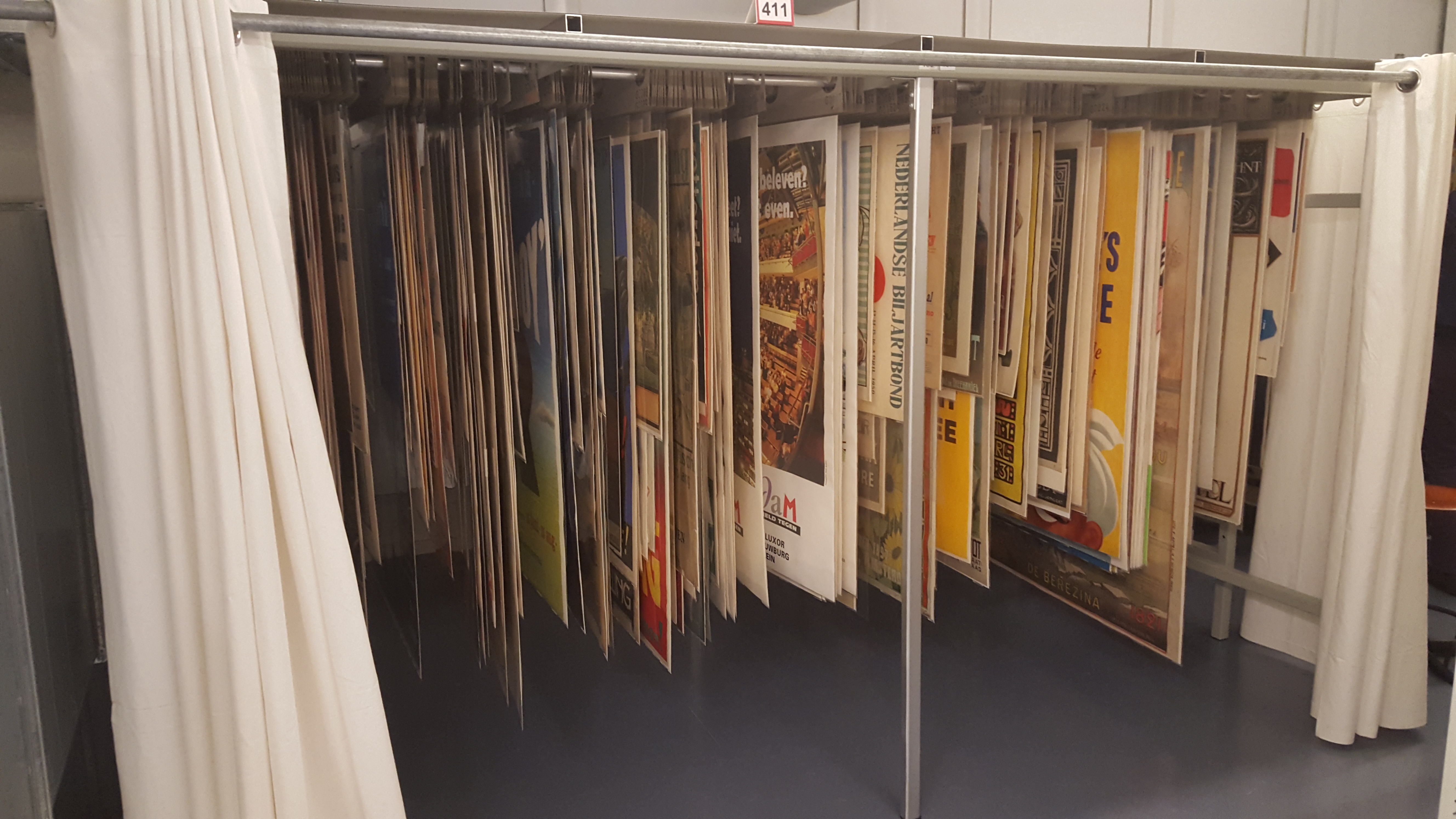
Posters in het archief

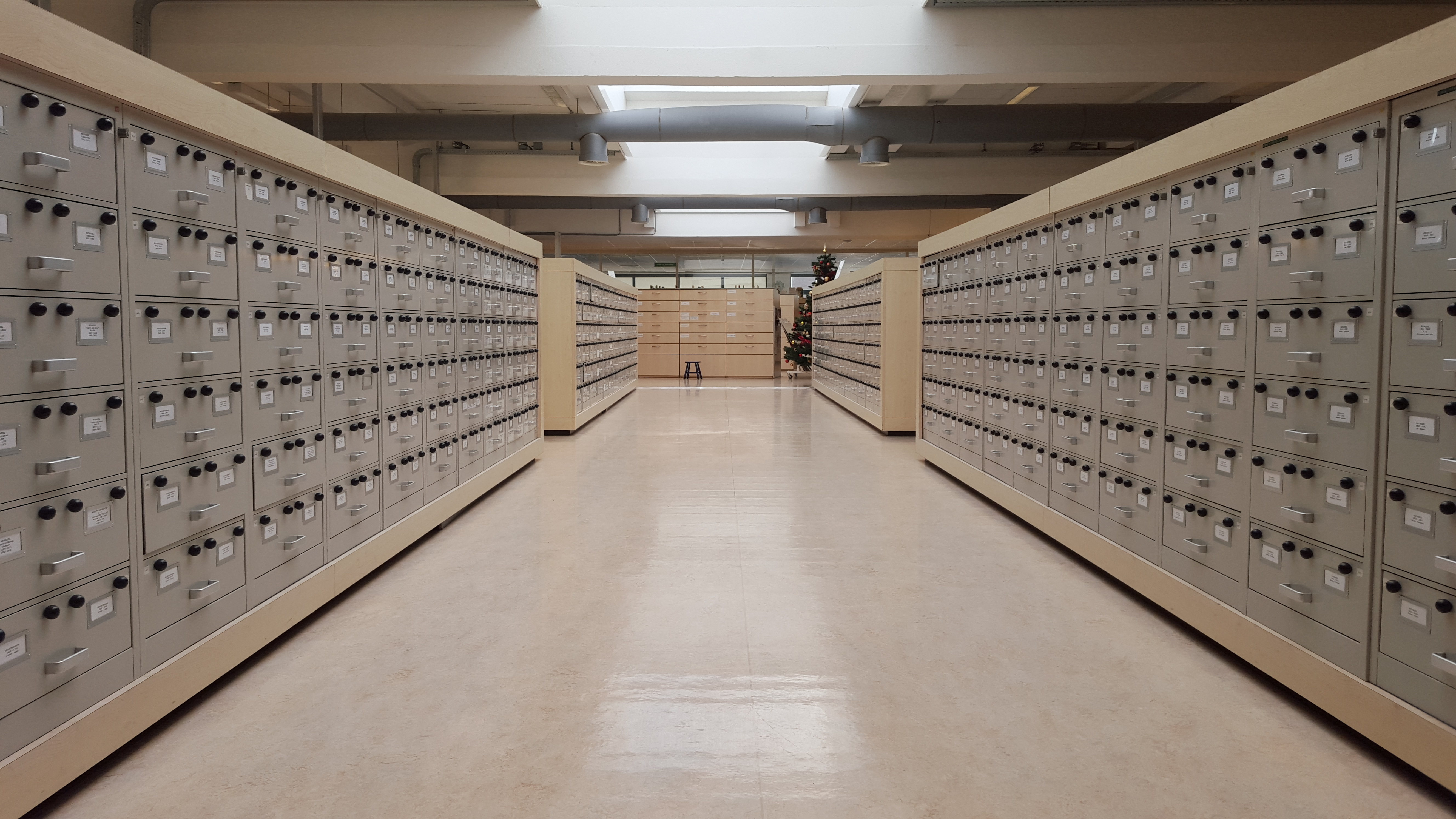

Het Stadsarchief Rotterdam is de Rotterdamse dienst die het archiefmateriaal beheert met betrekking tot de geschiedenis van Rotterdam en enkele omliggende gemeentes. Er worden met name het archief van de gemeente Rotterdam, archieven van gemeentelijke instellingen en van bedrijven en particulieren uit Rotterdam bewaard.
De dienst is in 1857 opgericht en heette tot 2 juli 2012 Gemeentearchief Rotterdam (GAR).

## Archieflocaties
Vanaf 1857 werden de archiefstukken bewaard op het Stadhuis. In 1868 werd het archief verplaatst naar het Schielandshuis. Tussen 1900 en 1998 was het gemeentearchief gevestigd in het pand aan de Mathenesserlaan 315 aan de Mathenesserlaan. 
Door de groei van de collecties was in de jaren negentig een verhuizing noodzakelijk. Het stadsarchief is sinds 1998 gevestigd in de Rijks Automobiel Centrale aan de Hofdijk 651 wat voorheen het wagenpark van de PTT beheerde.

## Lijst van gemeentearchivarissen
- 1858-1886 Johannes H. Scheffer
- 1863-1883 Frederik Obreen (adjunct-archivaris)[2]
- 1883-1886 Johan Hendrik Willem Unger (adjunct-archivaris)
- 1886-1904 Johan Hendrik Willem Unger[3]
- 1904-1935 Eppe Wiersum[4]
- 1935-1961 Hendrik Cornelis Hazewinkel[5]
- 1961-1984 R. A. D. Renting[6]
- 1985-1996 Coen Schimmelpenninck van der Oije[7]
- 1996-2006 Els van den Bent
- 2006-2024 Jantje Steenhuis[8]
- 2024-heden Erica Hokke